# فرودگاه لوآو
فرودگاه لوآو (به انگلیسی: Luau Airport) (به زبان بومی: Aeroporto de Luau) یک فرودگاه همگانی با کد یاتا UAL است . این فرودگاه در کشور آنگولا قرار دارد و در ارتفاع ۱۱۰۰ متری از سطح دریا واقع شده است.